# Suíça nos Jogos Paralímpicos de Verão de 1968
Suíça participou dos Jogos Paralímpicos de Verão de 1968, que foram realizados na cidade de Tel Aviv, em Israel, entre os dias 4 e 13 de novembro de 1968.
A delegação encerrou a participação com 8 medalhas (2 pratas, 6 bronzes).